# Divisió de Purnea
La divisió de Purnea o de Purnia és una entitat administrativa de Bihar, Índia, creada el 14 de gener de 1990 per segregació de la divisió de Tirhut, amb capital a Purnea o Purnia, integrada el 2005 per quatre districtes:
- Districte de Purnea
- Districte de Araria
- Districte de Kishanganj
- Districte de Katihar